# Max Sánchez
Max Sánchez (2 gennaio 1973) è un ex calciatore costaricano, di ruolo centrocampista.